# آن پچت
آن پچت (به انگلیسی: Ann Patchett) (زاده ۲ دسامبر ۱۹۶۳) رمان‌نویس آمریکایی است.

## زندگی‌نامه
آن پچت، در ۲ دسامبر ۱۹۶۳ در لس آنجلس دیده به جهان گشود. در کارنامه ادبی او ۶ رمان و دو اثر غیر داستانی وجود دارد. آن پچت نویسنده ۶ رمان است که ترانهٔ زیبا یا «بل کانتو» در این میان جایزه ادبیات داستانی زنان و "جایزه فاکنر" را برای او به ارمغان آورد. او دو اثر غیرداستانی نیز نوشته و برای روزنامه‌هایی چون نیویورک تایمز و مجله تایمز نیویورک مطلب می‌نویسد. در آوریل ۲۰۱۲ آن پچت به عنوان یکی از ۱۰۰ چهره تاثیرگذار دنیا از سوی مجله تایم انتخاب شد. «بدو»، «تافت»، «دستیار شعبده باز» و «کشور عجایب» از آثار اوست. «کشور عجایب» ششمین رمان آن پچت است.